# St. Hildegard (Eibingen)

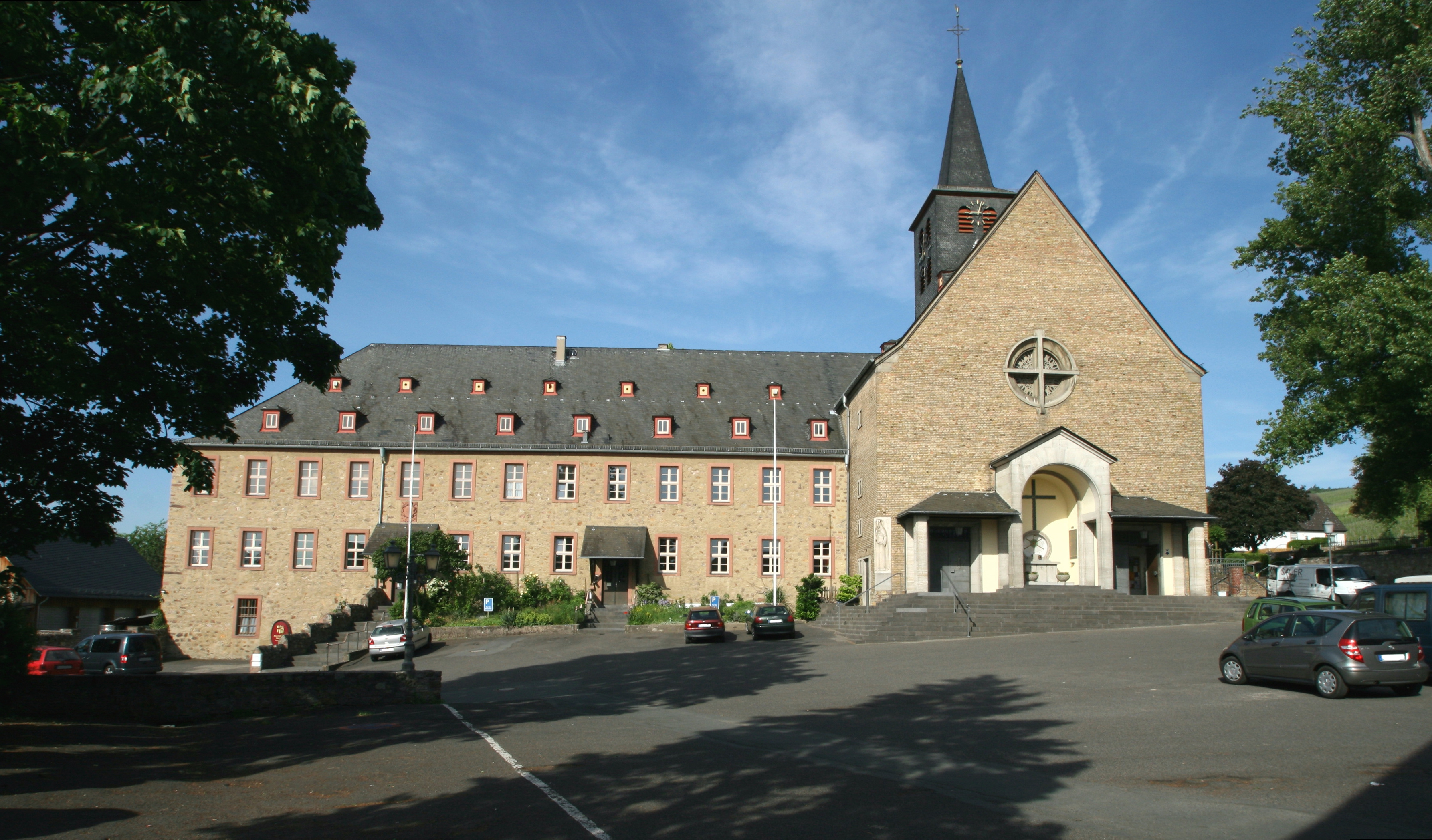
St. Hildegard, Eibingen

Die katholische Wallfahrts- und ehemalige Pfarrkirche St. Hildegard und St. Johannes der Täufer wird meist nur als St. Hildegard bezeichnet. Sie befindet sich in Eibingen, einem Ortsteil von Rüdesheim am Rhein und wurde auf den Überresten der ehemaligen Klosterkirche der hl. Hildegard errichtet, deren Reliquien sich seit 1641 hier befinden. Der Ostflügel, die Umgebungsmauern und die Bodendenkmäler des alten Klosters blieben überwiegend erhalten.
St. Hildegard ist heute eine Filialkirche der Pfarrei Heilig Kreuz Rheingau, einer Pfarrei neuen Typs. Seit 2015 ist der sogenannte Rheingauer Dom in Geisenheim auch Pfarrkirche von Eibingen.

## Geschichte
1148 stiftete die Adlige Marka von Rüdesheim an diesem Ort ein Augustiner-Doppelkloster. Das nach Brandschatzung durch die Truppen Friedrich Barbarossas leerstehende Gebäude wurde 1165 durch Hildegard von Bingen mit Benediktinerinnen neubesiedelt. Anders als im Schwesternkloster Rupertsberg wurden hier nicht nur adelige, sondern auch nichtadelige Frauen aufgenommen. 1575 lebten nur noch drei Schwestern im Kloster, die schließlich in das nahegelegene Kloster Marienhausen der Zisterzienserinnen bei Aulhausen umsiedelten. So konnten vor der Reformation fliehende Augustiner-Chorfrauen aus St. Peter bei Bad Kreuznach in das Eibinger Kloster einziehen. 1603 erreichte die Äbtissin des Klosters Rupertsberg, Cunigundis Freiin von Dehrn, die Rückgabe des Klosters. Seitdem trugen die Äbtissinnen den Titel „von Rupertsberg und Eibingen“.
Nach Zerstörung des Klosters Rupertsberg 1632 durch die Schweden im Dreißigjährigen Krieg zogen die Nonnen nach Zwischenstationen in Köln und Mainz 1641 in Eibingen ein. Äbtissin Anna Lerch von Dirmstein konnte die Reliquie der heiligen Hildegard sowie Hildegards Reliquienschatz in das Eibinger Kloster retten. Auch verschiedene Handschriften, darunter das Buch Scivias der hl. Hildegard, wurden gerettet.
Ein teilweiser Neubau der Kirche und des Klosters erfolgte 1681–1684 durch Giovanni Angelo Barella aus Mainz unter der Äbtissin Scholastica von Manteuffel sowie 1736–1752 durch Johann Valentin Thomann, ebenfalls aus Mainz. Der Keller und tragfähiges Mauerwerk aus Hildegards Zeit blieben erhalten. 1802 wurde das Kloster aufgehoben, 1814 auf Beschluss der nassauischen Regierung geräumt. Die gesamte Innenausstattung wurde an die gerade wiederaufgebaute Rochuskapelle bei Bingen verkauft. Auch der überwiegende Teil der Reliquien des hl. Rupert von Bingen und seiner Mutter der hl. Berta von Bingen gingen dorthin. Die als der Eibinger Reliquienschatz bezeichnete Sammlung des von Hildegard zusammengetragenen Reliquienschatzes blieb aber in der Eibinger Kirche. Die aufstehenden Teile des Süd- und Westflügels des Klosters wurden 1817 abgebrochen. Im Jahr 1831 wurde die Klosterkirche zur katholischen Pfarrkirche. Sie ersetzte die baufällige Dorfkirche, von der auch das Patrozinium Johannes des Täufers übernommen wurde.

## Neubau
Nach einem Brand in der Nacht vom 3. zum 4. September 1932 wurde die Kirche nicht wieder in altem, barocken Stil aufgebaut. Es entstand ein tonnengewölbter Ziegelbau in zeitgenössischer Form mit Außenaltar nach Entwürfen der Frankfurter Architekten Hans (1872–1952) und Christoph Rummel (1881–1961), der auf den Grundmauern des alten Klosters errichtet wurde. Hierbei sind Stilelemente der ehemaligen Klosterkirche übernommen worden. Die Einweihung erfolgte 1935. Der Ostflügel des ehemaligen Klosters dient seitdem als Pfarrhaus und der historische Keller als bischöfliches Weingut des Bistums Limburg.
Die Hildegard-Skulptur an der äußeren Südecke der Kirche aus fränkischem Muschelkalk aus dem Jahr 1957 stammt von Franz Bernhard aus Frankfurt. Sie soll an die seit 1857 am Fest der heiligen Hildegard am 17. September durchgeführte Wallfahrt erinnern.

## Ausstattung

### Hildegard-Schrein

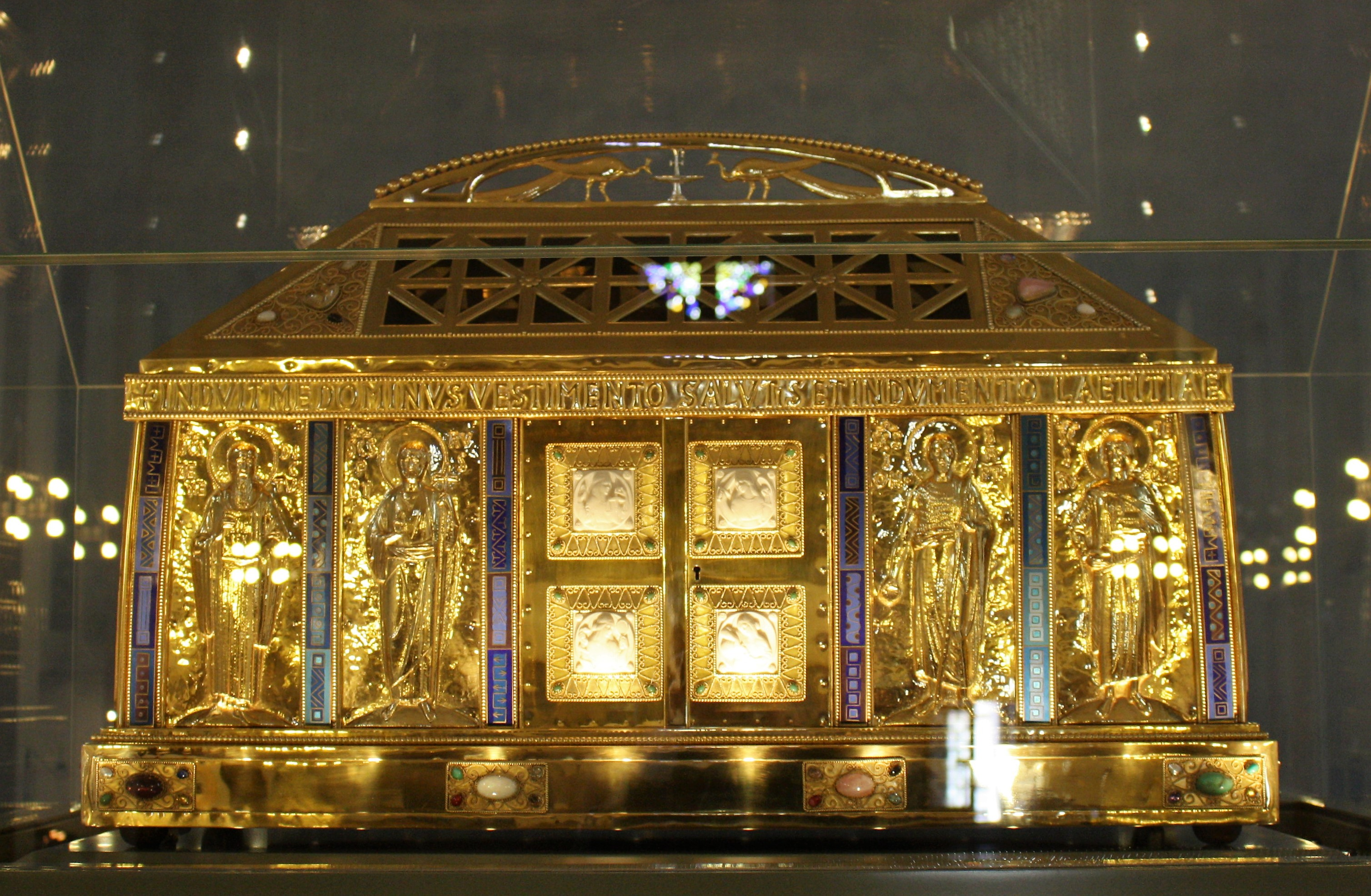
Reliquienschrein der Hl. Hildegard von 1929

Das in Tuch und Schmuck gehüllte Haupt, die Behältnisse mit Herz und Zunge und die mit durchsichtigem Stoff umgebenen Gebeine der heiligen Hildegard werden seit 1929 in einem Reliquienschrein aus vergoldetem Kupfer aufbewahrt. Der Schrein wurde vom Benediktinermönch Radbod Commandeur aus Maria Laach entworfen und durch den Goldschmied Josef Kleefisch aus Köln gefertigt. Im Jubiläumsjahr 1998 wurde er nach umfangreicher Innenrenovierung der Kirche in den Chorraum verlegt. Der Schrein zeigt Reliefs von Heiligen, die Hildegard verehrt hat, und ihre Weggefährtinnen Jutta und Hiltrud. Vorne: Benedikt von Nursia, Apostel Petrus sowie Johannes der Täufer, Rupert von Bingen. Dazwischen allegorische Darstellung der Tugenden Gerechtigkeit (Waage), Tapferkeit (Schwert, Schild), Klugheit (Schlange, Spiegel) und Mäßigung (Krüge mit Wasser und Wein). Rückseite: Jutta von Sponheim, Missionar Disibod sowie Martin von Tours, Hiltrud vom Rupertsberg. Dazwischen Name und Wappen der Auftraggeber des Schreins: Augustinus Kilian, Bischof von Limburg, und Ildefons Herwegen, Abt des Klosters Maria Laach. Das lateinische Spruchband über den Reliefs heißt übersetzt: „Der Herr hat mich bekleidet mit dem Gewand des Heils, mich umhüllt mit dem Mantel der Freude, wie eine Braut geziert mit ihrem Schmuck.“ Über dem Schrein bilden Kugeln einen Bogen. Er erinnert an die Lichterscheinung über dem Kloster Rupertsberg an Hildegards Todestag. Unterhalb des Bogens sieht man zwei Pfauen als Paradiesvögel und Symbole für die Auferstehung, die am Brunnen mit dem Wasser des ewigen Lebens trinken.

### Weitere Innenausstattung

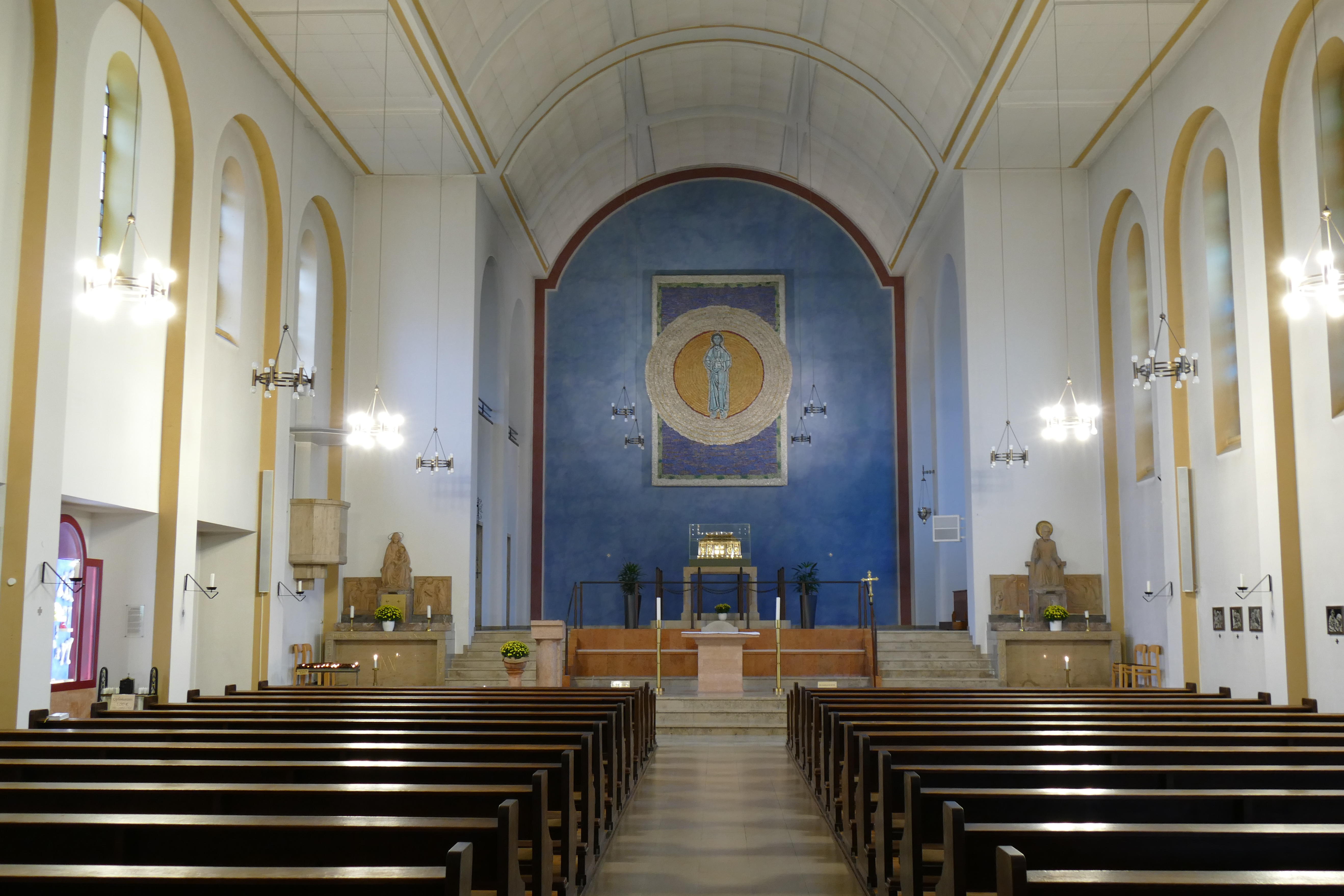
Innenansicht

Von der ursprünglichen barocken Kirchenausstattung ist heute nichts mehr erhalten. Vier Holzfiguren des ehemaligen Hochaltars von Johann Georg Biterich befinden sich heute in der katholischen Pfarrkirche St. Bartholomäus in Fehlheim.
Im Zuge der Innenrenovierung 1998 wurde auf der linken Seite des Kirchenraums eine Sakramentskapelle geschaffen, in der sich der Tabernakel befindet. Zu deren Ausgestaltung gehört ein Glasfenster des britischen Künstlers Graham Jones, der den „Brennenden Dornbusch“ darstellt. Gefertigt wurde das Fenster von den Glasstudios Derix in Taunusstein. Der damalige Pfarrer von Eibingen und heutige Weihbischof in Limburg, Thomas Löhr, hat eine Erläuterung der künstlerischen Deutung verfasst, die neben dem Fenster zu lesen ist.
Die beiden Seitenaltäre, mit den Terrakottagruppen Maria und Josef, schuf der in Lorch aufgewachsene Münchner Maler und Bildhauer August Weckbecker (1888–1939), im Jahr seines plötzlichen Ablebens 1939.
Die Reliefs links und rechts vom thronenden Josef zeigen auf der rechten Seite die trauernden Maria und Josef über dem Leichnam von Jesus.
Ein Augenmerk ist auf das linke Relief zu richten, das die heilige Familie beim Alltag zeigt. Josef arbeitet im Weinberg (des Herrn) und der kleine Jesus reicht ihm die Rebschere an, ein typisches Bild aus dem Weinbau in den Eibinger Weinlagen rund um die Wallfahrtskirche. Maria steht bei geöffneter Tür wohl an der Werkbank der Zimmerei von Josef und zeigt die Ernte in einem Korb, auf dessen Rand ein Vogel zu sitzen scheint, während eine Hauskatze am Boden zu sehen ist, eine typische Szene aus dem ländlichen Leben in den 1930er Jahren.
Das Innere der heutigen Kirche mit Altarbild, Kieselsteinmosaiken und den Fenstern wurde vom Künstler Ludwig Baur aus Telgte gefertigt. Die 1961 entstandenen Glasmalereien zeigen auf der linken Seite der Kirche drei Fenster mit je 7 Pflanzendarstellungen, die von Hildegard von Bingen als besonders wirksam bezeichnet wurden. Die sechs Fenster auf der rechten Seite sind frei nach ihren Visionen geschaffen. Sie zeigen die Erschaffung, die Erlösung und die Vollendung der Welt. Hergestellt wurden die Fenster durch die Firma Hein Derrix aus Kevelaer. Als Vorlage für das 1965 zum 800. Gründungsjahr des Klosters erschaffene Mosaik des Altarbildes diente die Bildtafel 11 des Scivias-Kodex „Der Urquell des Lebens – Die wahre Dreiheit in der wahren Einheit“. Das dreiteilige Mosaik „Vita St. Hildegardis“ mit Szenen aus dem Leben und Wirken der Heiligen stammt aus dem Jahr 1969.

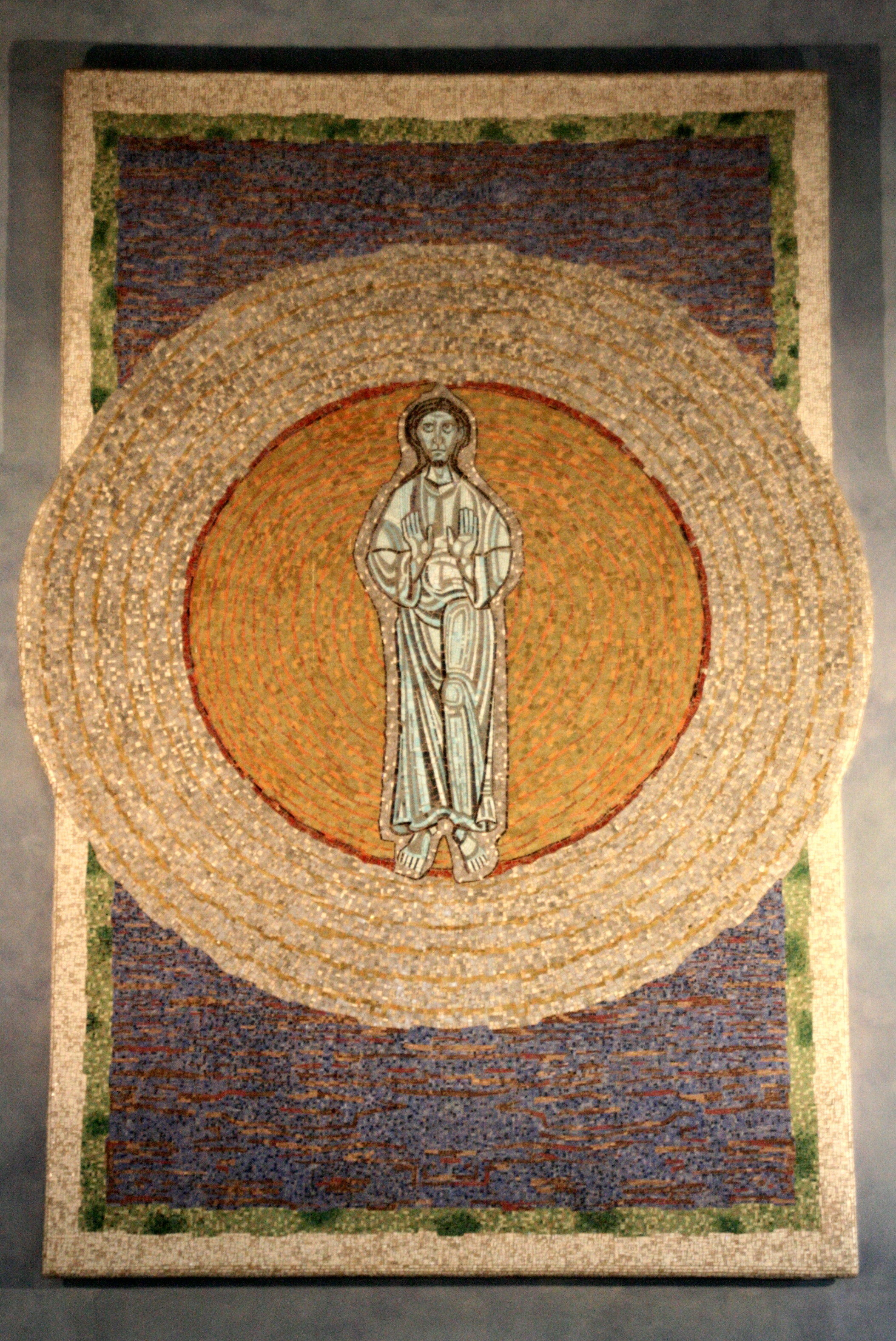
Altarbildmosaik des Ludwig Baur von 1965
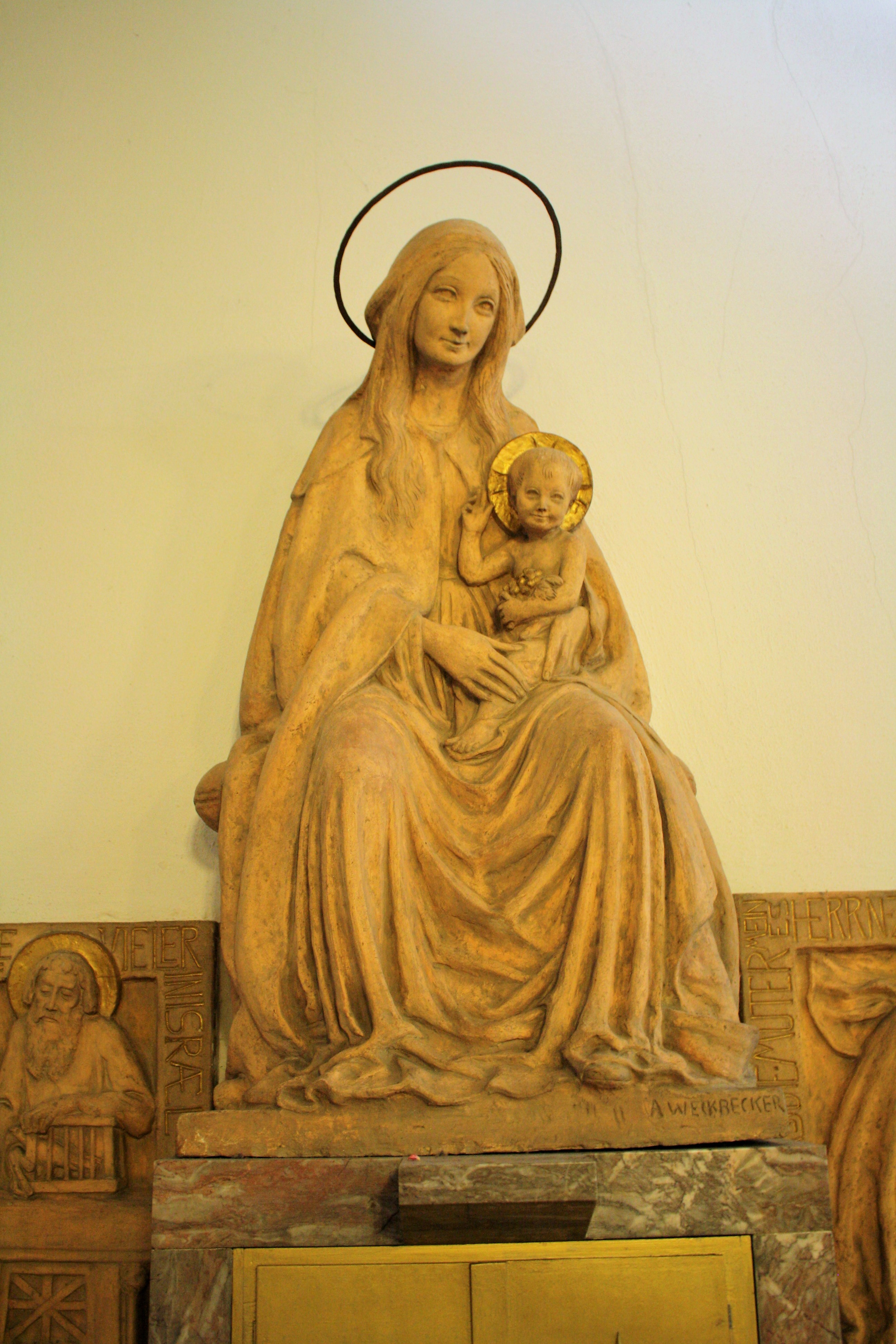
Maria mit Jesuskind und Traube auf dem von August Weckbecker geschaffenen Marienaltar
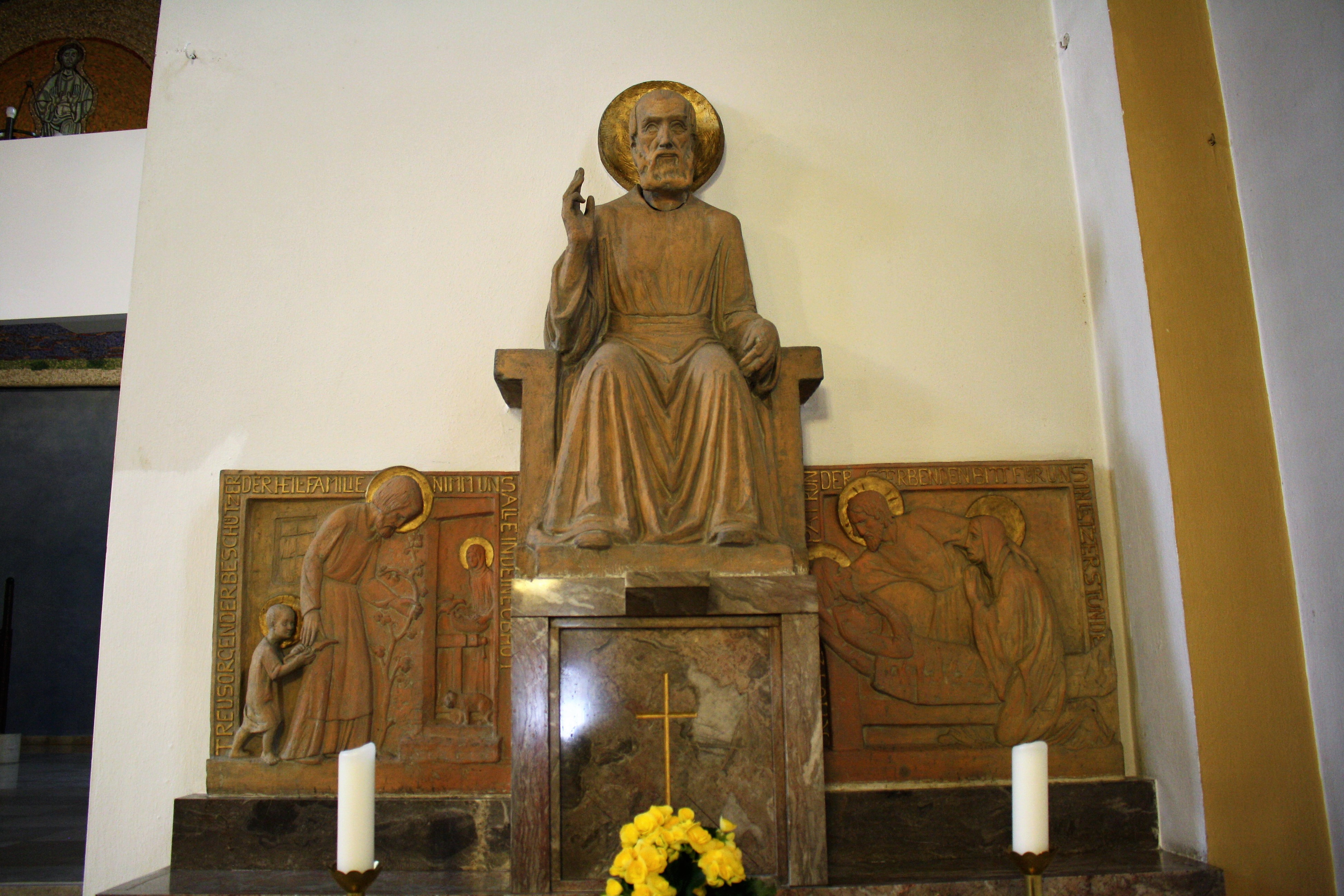
Josefsaltar des August Weckbecker
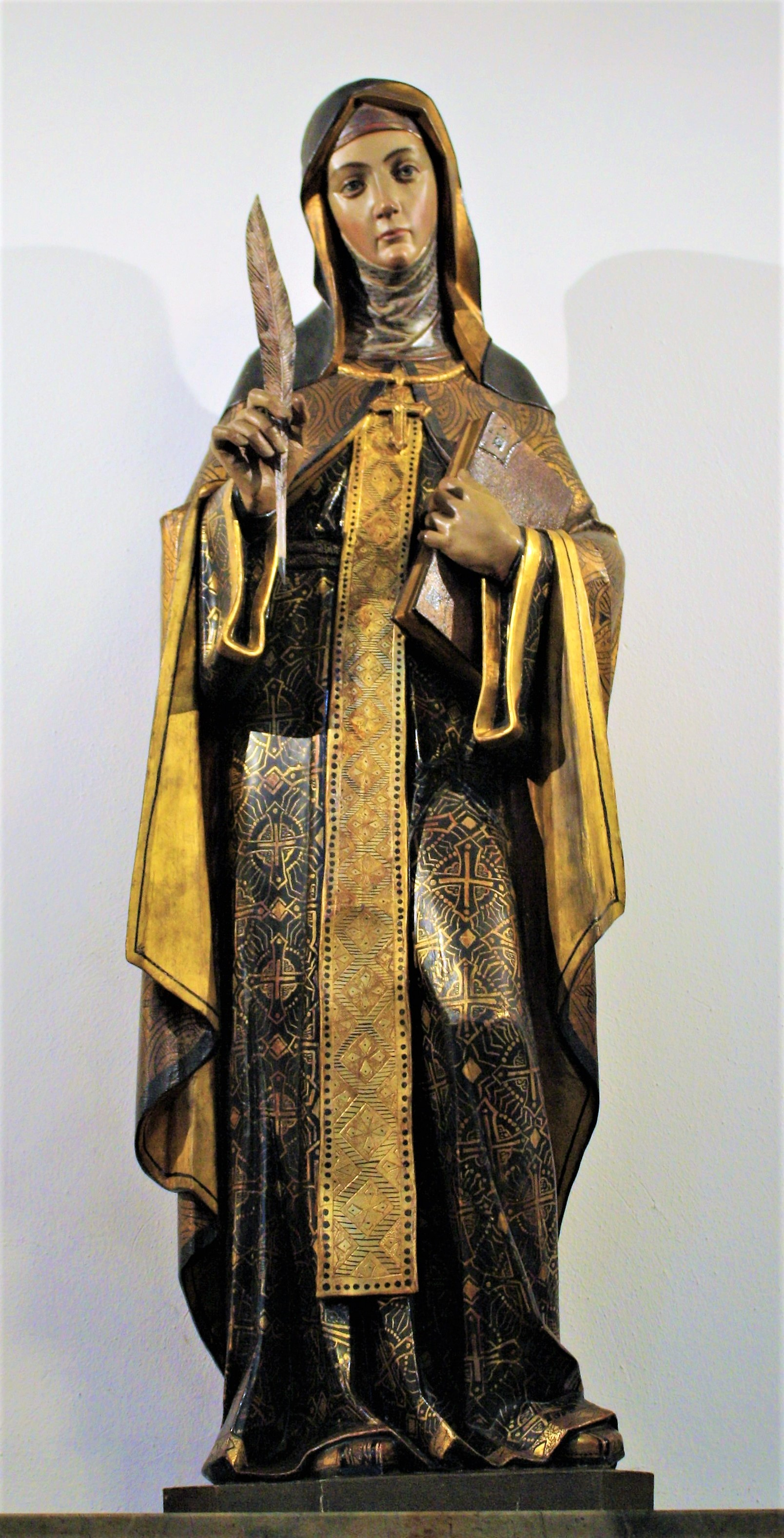
St. Hildegardfigur eines nicht bekannten Künstlers
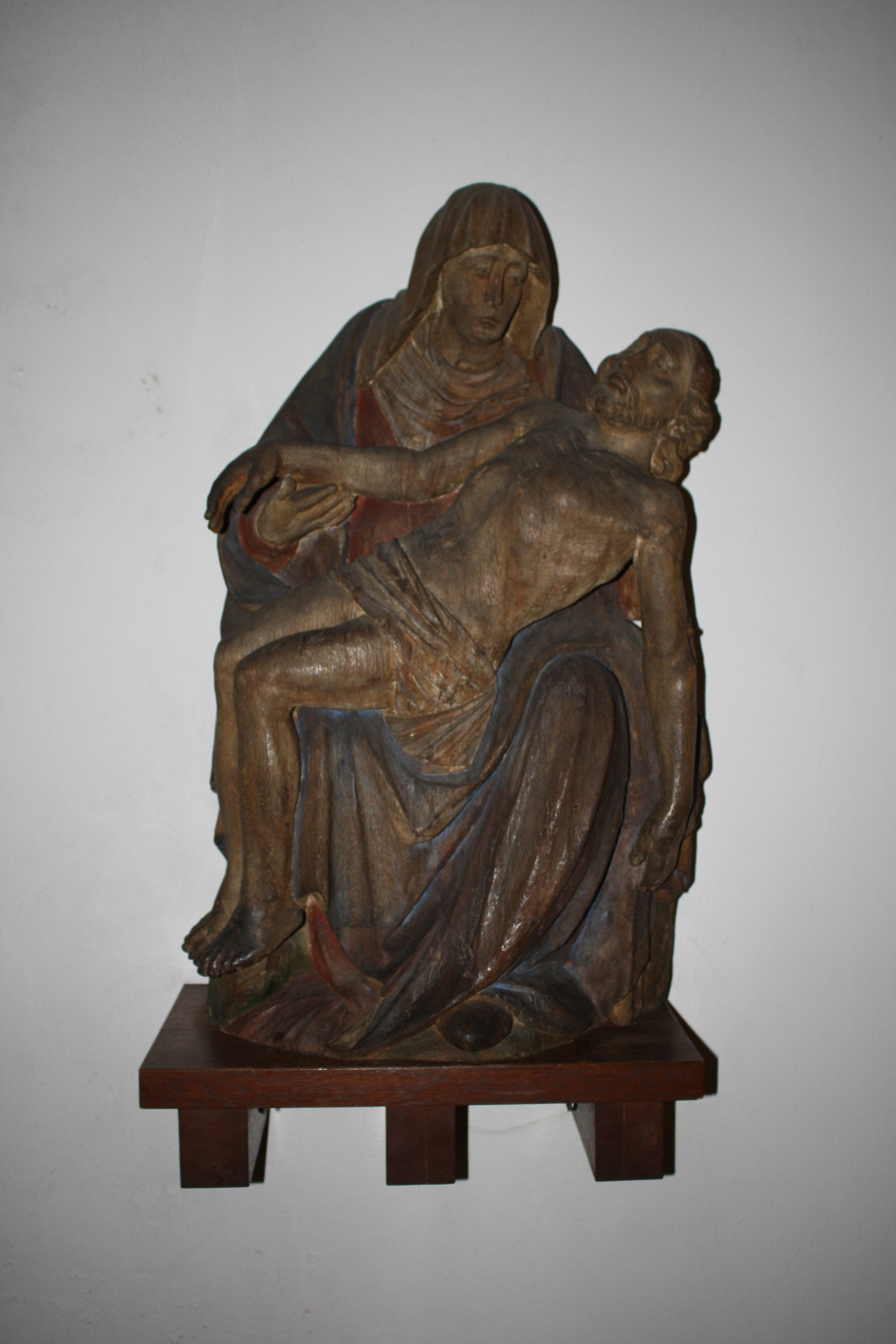
Pietà
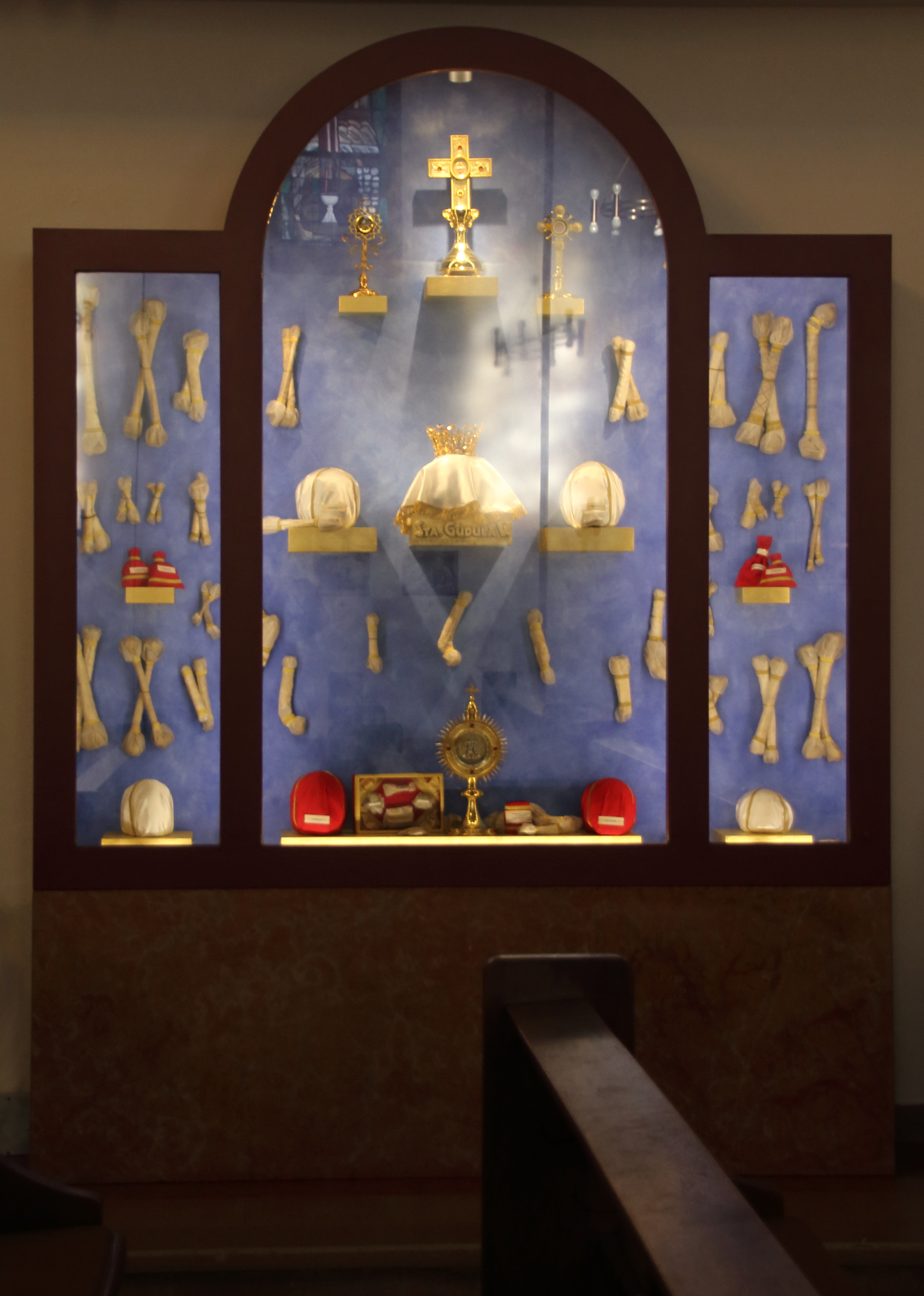
Eibinger Reliquienschatz

## Orgeln

### Hauptorgel
Die Hauptorgel wurde 1964 von der Bonner Orgelbaufirma Johannes Klais gefertigt. Das Instrument hat 25 Register (1714 Pfeifen) auf zwei Manualen und Pedal.
| I Hauptwerk C–g3 |             |       |
| 1.               | Quintadena  | 16′   |
| 2.               | Principal   | 8′    |
| 3.               | Rohrflöte   | 8′    |
| 4.               | Octave      | 4′    |
| 5.               | Spillpfeife | 4′    |
| 6.               | Nasard      | 2 ⁄3′ |
| 7.               | Gemshorn    | 2′    |
| 8.               | Mixtur IV-V |       |
| 9.               | Trompete    | 8′    |

| II Schwellwerk C–g3 |                |       |
| 10.                 | Holzgedackt    | 8′    |
| 11.                 | Salicet        | 8′    |
| 12.                 | Prinzipal      | 4′    |
| 13.                 | Hohlflöte      | 4′    |
| 14.                 | Oktav          | 2′    |
| 15.                 | Larigot        | 1 ⁄3′ |
| 16.                 | Sesquialter II |       |
| 17.                 | Scharff IV     |       |
| 18.                 | Krummhorn      | 8′    |
|                     | Tremulant      |       |

| Pedalwerk C–f1 |                   |     |
| 19.            | Subbaß            | 16′ |
| 20.            | Prinzipal         | 8′  |
| 21.            | Gedackpommer      | 8′  |
| 22.            | Choralbaß         | 4′  |
| 23.            | Nachthorn         | 2′  |
| 24.            | Rauschpfeife III  |     |
| 25.            | Liebliche Posaune | 16′ |

- Koppeln II/I, I/P, II/P

### Chororgel

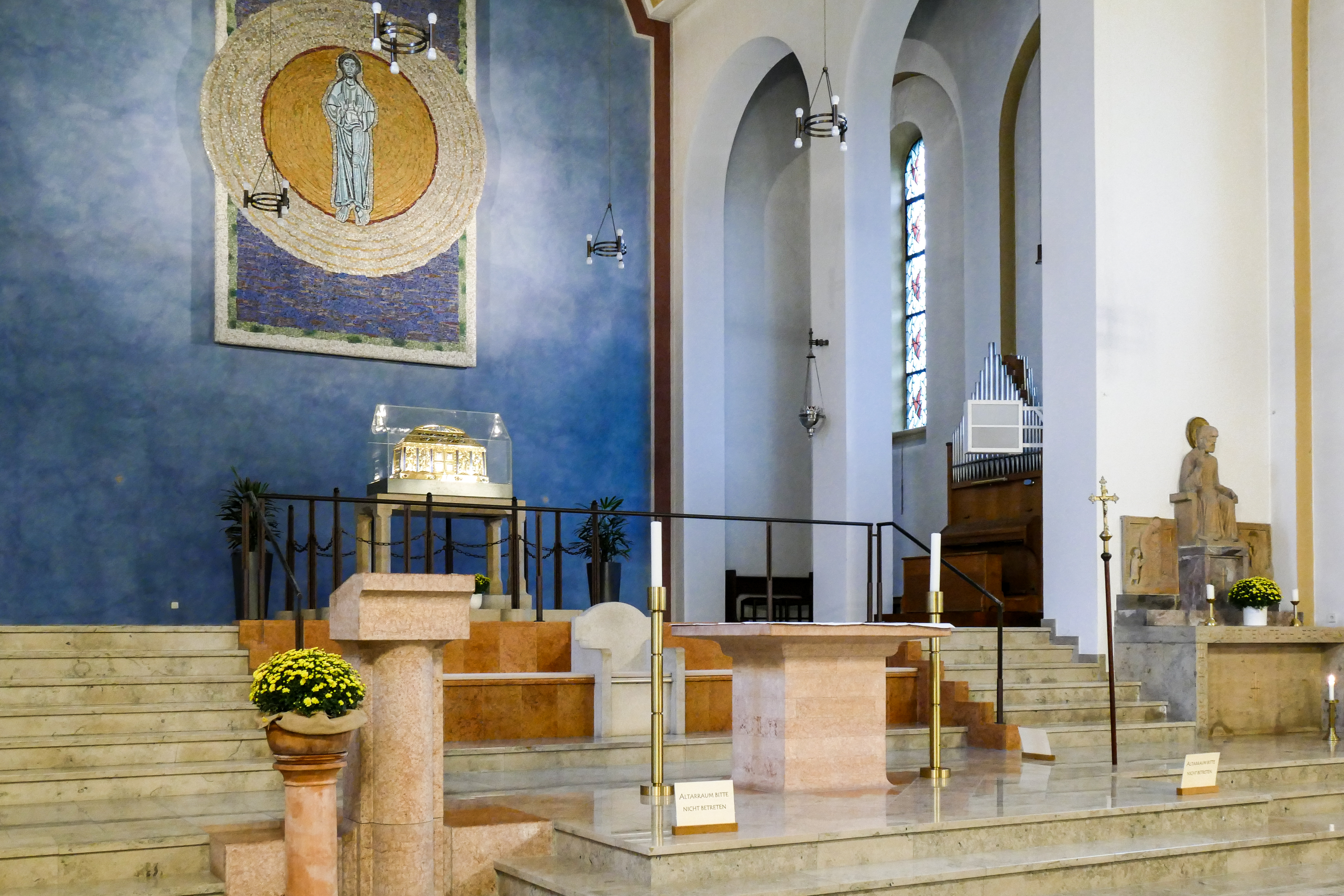
Altarraum mit Chororgel

Die Chororgel wurde als gebrauchtes Instrument erworben. Es wurde in den 1950er Jahren von der Firma Bosch mit fünf Registern erbaut. Zwei Register wurden ausgetauscht um das Werk für die Chorbegleitung zu optimieren. Die heutige Disposition lautet:
| Manual C–f3 |               |    |
| 1.          | Holzgedackt   | 8′ |
| 2.          | Principal     | 4′ |
| 3.          | Salicet       | 4′ |
| 4.          | Mixtur II–III |    |

| Pedal C–f1 |        |     |
| 5.         | Subbaß | 16′ |

- Koppel: Man/P (als Tritt)

## Glocken
1632 gingen die ersten Glocken durch Brandschatzung verloren, 1917 wurden die danach erstandenen Glocken für Kriegszwecke enteignet. Bereits in den frühen 1920er Jahren wurden wieder 4 neue Glocken angeschafft die dann 1932 durch den Brand der Kirche zerstört wurden. 1935 erfolgte der Guss von 4 neuen Glocken die wiederum zu Kriegszwecken eingeschmolzen wurden. Die heutigen klangvollen Bronzeglocken wurde 1950 von der Glockengießerei Otto gegossen.
Geläutedisposition:  es′+4 – g′+4 – b′+4 – c′′+4 
Geläutemotiv: Salve Regina
| Nr. | Name      | Masse (kg) | Ø (mm) | Schlagton (16tel) | Abklingdauer (Sec.) | Klangverlauf | Gussjahr | Glockengießer            | Inschrift                                                            |
| 1   | Johannes  | 1350       | 1302   | es1+4             | 117                 | ruhig        | 1950     | Otto / Bremen-Hemelingen | J.H.ST.JOS.BAPT.PATR.ECCL./EIBINGEN RHEINGAU.A.S.1950                |
| 2   | Hildegard | 700        | 1034   | g1+4              | 96                  | ruhig        | 1950     | Otto / Bremen-Hemelingen | J.H.ST. HILDEGARDIS PATR. LOCI ET ECCL. / EIBINGEN RHEINGAU.A.S.1950 |
| 3   | Maria     | 375        | 854    | b1+4              | 71                  | langwellig   | 1950     | Otto / Bremen-Hemelingen | J.H.MARIAE V. REGINAE PACIS / EIBINGEN RHEINGAU.A.S.1950             |
| 4   | Joseph    | 260        | 770    | c2+4              | 66                  | langwellig   | 1950     | Otto / Bremen-Hemelingen | J.H.ST.JOSEPH PATR.ECCLESIAE UNIVERRS. / EIBINGEN RHEINGAU.A.S.1950  |

## Das alte Kloster Eibingen und die Abtei St. Hildegard
In der Tradition des alten Klosters wurde 1900–1904 oberhalb von Eibingen die Abtei St. Hildegard errichtet und von Benediktinerinnen der Abtei St. Gabriel in Prag besiedelt. In Eibingen befinden sich somit das alte und das neue Kloster der heiligen Kirchenlehrerin Hildegard. 
Am 21. Juli 2021 hat sich der „Förderverein Altes Hildegardis-Kloster Eibingen und Umfeld“ gegründet, der sich u. a. zur Aufgabe macht, das „Dornröschen-Dasein“ der alten Klosteranlage im Ortskern von Eibingen zu beenden. Dies soll geschehen durch Beiträge zum baulichen Erhalt, Ausgestaltung, Renovierung und baulichen Erweiterung der alten Klosteranlage, insbesondere durch die Freilegung von nachweislich noch vorhandenen Mauern des Südflügels des alten Klosters, Schaffung eines Hildegard-Arboretums mit Erläuterungen zu dem Hildegardischen Werk „Physica“ in seiner botanischen, medizinischen und naturkundlichen Ausrichtung und mit einem „Grünen Band der Hildegard“, das durch Bepflanzungen die beiden Orte, nämlich das Alte Hildegardis-Kloster im Kern von Eibingen und die Abtei St. Hildegard verbinden soll.